# The Midnight Express (wrestling)
I Midnight Express sono un tag team di wrestling attivo sin dagli anni ottanta in svariate federazioni quali NWA, WCW, AWA, WCCW; composto da svariati membri nel corso degli anni come Bobby Eaton, Dennis Condrey, Stan Lane e, più sporadicamente, Randy Rose, Norvell Austin, Rikki Nelson.

## Storia

### Dennis Condrey, Randy Rose & Norvell Austin
Nel 1980 un nuovo tag team si formò nella Southeast Championship Wrestling (SECW) quando il precedente partner di Dennis Condrey, Don Carson, si ritirò dal wrestling. Condrey allora fece coppia con Randy Rose e i due vinsero il titolo NWA Southeast Tag Team Championship poco tempo dopo il formarsi della coppia. Il team iniziò un feud con Norvell Austin, lottatore abituale della SECW. In un tentativo di mettere fuori combattimento Rose & Condrey, Austin adottò l'identità mascherata di "The Shadow" ed insieme a Brad Armstrong sconfisse i due per il titolo di coppia il 4 maggio 1981, detenendo le cinture fino al 27 luglio seguente prima di cedere i titoli nuovamente a Condry & Rose. Dopo la perdita del titolo, Austin tradì Armstrong e si unì a Condrey e Rose per dar vita alla stable conosciuta con il nome "The Midnight Express". I tre lottatori avrebbero vinto l'AWA Southern Tag Team Title in CWA e caldeggiato l'introduzione di una nuova regola, successivamente conosciuta come "The Freebird Rule", che avrebbe consentito a qualsiasi membro della squadra di difendere il titolo di coppia in qualsiasi formazione voluta senza dover avvertire prima gli avversari. I Midnight Express avrebbero perso i titoli AWA Southern Tag Team per mano di Bobby Eaton e Sweet Brown Sugar prima di tornare in SECW nella primavera del 1982.
Poco tempo dopo il loro rientro nella Southeastern Championship Wrestling, i Midnight Express riconquistarono il Southeastern Tag Team Title battendo Robert Fuller & Jimmy Golden il 27 settembre 1982. Gli Express si trovarono poi coinvolti in un feud con Mongolian Stomper e suo figlio (nella storyline) "Mongolian Stomper Jr." contro i quali avrebbero perso il Southeastern Title per poi riguadagnarlo alla fine della faida. I prossimi avversari dei Midnight Express si materializzarono nel tag team formato da "Dizzy" Ed Hogan & Ken Lucas. Hogan & Lucas vinsero il titolo di coppia in giugno ma lo ripersero quasi subito cedendolo nuovamente ai Midnight Express poco dopo. L'ultimo feud di rilievo dei Midnight Express in SECW fu quello contro gli eroi locali Jimmy Golden & Robert Fuller. Dopo aver perso le cinture in favore di Brad & Scott Armstrong, Austin, Condrey e Rose presero strade separate.

### Dennis Condrey & Bobby Eaton

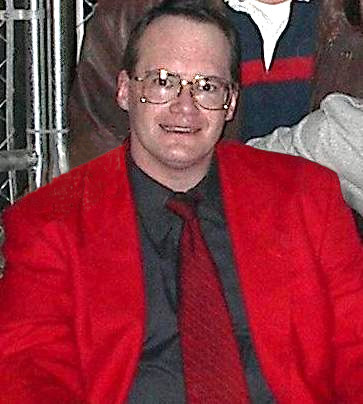
Lo storico manager dei Midnight Express, Jim Cornette

I Midnight Express rinacquero a nuova vita grazie al giovane talento Bobby Eaton che unì le proprie forze con l'ex rivale Dennis Condrey sotto il management di Jim Cornette per formare la nuova versione del tag team. Per completare il soprannome di Dennis "Lover Boy", Eaton venne soprannominato "Beautiful" Bobby, soprannome che gli rimase appiccicato per gran parte del resto di carriera. All'inizio, gli Express furono coinvolti in un feud con i campioni Mid-South Tag Team Magnum T.A. e Mr. Wrestling II. Gli Express vinsero il titolo quando Mr. Wrestling II tradì Magnum T.A., attaccandolo durante il title match e permettendo così la facile vittoria di Eaton e Condrey.
I neo-campioni iniziarono poi uno storico feud con i Rock 'n' Roll Express (Ricky Morton & Robert Gibson) che andò avanti per gran parte degli anni ottanta-novanta coinvolgendo diverse federazioni. Le due coppie lottarono l'una contro l'altra per tutto il 1984 nella Mid-South Wrestling fino a quando i Midnight Express lasciarono la federazione per accasarsi altrove.
Gli Express ebbero anche un breve periodo di permanenza nella World Class Championship Wrestling in Texas, dove si scontrarono prevalentemente con The Fantastics (Bobby Fulton & Tommy Rogers).
Nel 1985, Eaton, Condrey e Cornette firmarono per la Jim Crockett Promotions (JCP) e ricevettero visibilità a livello nazionale nel corso degli show tv trasmessi dalla SuperStation TBS. Poco tempo dopo l'entrata nella JCP, i Midnight Express ripresero il feud contro i Rock 'n' Roll Express e vinsero l'NWA World Tag Team Title strappandolo a Morton & Gibson nel febbraio 1986. Durante il proseguimento della faida, Eaton e Condrey ripersero il titolo contro i Rock 'n' Roll Express sei mesi dopo. Eaton e Condrey ebbero poi dei lunghi feud con i New Breed (Chris Champion & Sean Royal) e i Road Warriors (Animal & Hawk). Il feud con i Road Warriors incluse un celebre Scaffold Match svoltosi a Starrcade 1986, perso dai Midnight Express.
Dennis Condrey e Bobby Eaton sono ricordati come uno dei tag team più titolati della storia del wrestling americano, avendo totalizzato una cinquantina di titoli di coppia in diverse federazioni.

### "Beautiful" Bobby Eaton & Stan Lane
All'inizio del 1987, Condrey lasciò la JCP per ragioni contrattuali. A seguito dell'abbandono di Condrey, Eaton rimase senza un partner. Come possibile rimpiazzo venne suggerito "Sweet Stan" Lane, che aveva in precedenza combattuto contro Eaton e lo conosceva bene. J.J. Dillon approcciò Stan Lane in Florida dicendogli che Dusty Rhodes voleva parlargli. All'epoca, il business del wrestling era in ribasso in Florida e il partner di lunga data di Lane, Steve Keirn, aveva da poco lasciato l'attività agonistica. Lane raccolse al volo l'opportunità e si trasferì nella Jim Crockett Promotions dopo essersi incontrato con Rhodes ed Eaton a Charlotte, North Carolina. Eaton & Lane furono quindi introdotti come la nuova versione dei Midnight Express. Lane debuttò come sostituto di Condrey il 4 aprile 1987 in tempo per unirsi a Eaton contro i Road Warriors in un match svoltosi a Boston. I due funzionarono bene fin dall'inizio come team, raggiungendo le semi-finali del Crockett Cup Tag Team Tournament l'11 aprile 1987 a Baltimore, MD.
Nel maggio 1987, dopo soli pochi mesi di rodaggio, Eaton e Lane divennero campioni vincendo l'NWA United States Tag Team Title per la prima volta, titolo che avrebbero poi vinto in altre tre successive occasioni. Un anno dopo, i Midnight Express, acclamati dal pubblico anche se ufficialmente parte dei "cattivi", conquistarono l'NWA World Tag Team Title sconfiggendo Arn Anderson & Tully Blanchard il 10 settembre 1988. Sfortunatamente questo potenziale confronto "classico" ebbe vita breve dato che Anderson & Blanchard passarono alla WWF poco tempo dopo. Il regno da campioni dei Midnight Express durò poco più di un mese e mezzo prima di interrompersi per mano dei Road Warriors, che strapparono loro le cinture nel corso di un match violentissimo.
Diventati ora dei beniamini del pubblico, i Midnight Express dovettero confrontarsi con una coppia data per finita da tempo: Gli "originali" Midnight Express, costituiti da Dennis Condrey e Randy Rose, che avevano precedentemente militato nella AWA sempre con il nome Midnight Express. Il duo venne guidato dal manager Paul E. Dangerously, nemesi di Jim Cornette, in una storyline che vide la coppia originale intenta a provare di essere meglio della nuova versione del tag team. Poco tempo dopo, comunque, Condrey lasciò nuovamente la federazione e ciò portò al fallimento della storyline.
Eaton e Lane furono sconfitti dai Freebirds nella finale di un torneo indetto per assegnare il vacante titolo World Tag Team. A seguito di questa sconfitta, i Midnight Express unirono le forze con i loro precedenti avversari Road Warriors e "Dr. Death" Steve Williams per sconfiggere i Freebirds in un WarGames match a Great American Bash. Dopo il feud, Lane ed Eaton iniziarono ad essere infastiditi da un nuovo giovane tag team formato da Shane Douglas e Johnny Ace noto come "The Dynamic Dudes". I Dudes ammisero di essere grandi ammiratori dei Midnight Express e chiesero a Cornette di diventare loro manager. Cornette accettò la proposta, con grande disappunto da parte degli Express. Jim Cornette smise di accompagnare Eaton e Lane a bordo ring, preferendo i più giovani Dudes. A Clash of the Champions IX, i due team si confrontarono sul ring con Jim Cornette nell'angolo neutrale, invitato a scegliere fra le due coppie. Gli Express attaccarono violentemente gli avversari, ridiventando immediatamente una coppia heel e conservando il manager Jim Cornette; che non aveva mai smesso di supportarli fingendo interesse per i Dudes.
Dopo essere tornati nelle file dei "cattivi", i Midnight Express iniziarono un nuovo feud con Flyin' Brian e "Z-Man" Tom Zenk per il titolo United States Tag Team. Gli Express vinsero i titoli all'inizio del 1990, ma persero le cinture per mano degli Steiner Brothers (Rick e Scott) tre mesi dopo. Poco tempo dopo i Midnight Express si sciolsero, dato che Jim Cornette e Stan Lane lasciarono la federazione, mentre Eaton decise invece di restare in WCW.

### Randy Rose & Dennis Condrey
Dennis Condrey e Randy Rose avevano lottato insieme una prima volta nel 1981, come Midnight Express "originali". Quando Condrey lasciò l'NWA nel 1987, si riunì con Rose in AWA, dove il duo vinse l'AWA World Tag Team Championship, sotto la guida del manager Paul E. Dangerously. Nel 1988, Condrey, Rose, e Dangerously arrivarono nell'NWA e sfidarono Eaton, Lane, e Cornette; tuttavia, il feud terminò bruscamente quando Condrey lasciò la compagnia, pochi giorni prima dell'evento Chi-Town Rumble.

### New Midnight Express
Il nome dei Midnight Express venne resuscitato dalla World Wrestling Federation (WWF) alla fine degli anni novanta quando i vertici della federazione abbinarono insieme Bob Holly (con il nome "Bombastic Bob") e Bart Gunn ("Bodacious Bart") in un tag team denominato "The New Midnight Express" con Cornette come manager. Il 30 marzo 1998, i due vinsero l'NWA World Tag Team Championship sconfiggendo gli Headbangers ma non ebbero ulteriori successi in WWF. Nonostante la presenza di Cornette come manager e del nome "Midnight Express", i fan di wrestling consideravano la nuova coppia come una mera imitazione degli Express originali.

### Midnight Express Reunited
Nel 2003, Eaton tornò a lavorare per la NWA Mid-Atlantic formando una nuova versione dei Midnight Express con Rikki Nelson. Questa incarnazione dei Midnight Express ebbe vita molto breve dato che Eaton iniziò presto a far coppia con il vecchio partner Dennis Condrey (e talvolta con Lane e Cornette) sempre con il nome di Midnight Express. Il 7 giugno 2008, i due persero contro i Rock 'n' Roll Express (Robert Gibson & Ricky Morton) all'evento NWA 60th Anniversary Show di Atlanta, Georgia. Questa versione dei Midnight Express, di tanto in tanto, combatte sporadicamente in varie federazioni locali degli Stati Uniti ancora oggi.

## Nel wrestling

### Mosse finali
- Rocket Launcher
- Veg-O-Matic (Bear hug / diving leg drop combination)

### Manager
- Jim Cornette[10]
- Paul E. Dangerously[11]

## Titoli e riconoscimenti[12]
- Austin & Condrey
  - Continental Wrestling Association
    - CWA World Tag Team Championship (1)
- Condrey & Eaton
  - All-Star Wrestling (Virginia)
    - ASW Tag Team Championship (7)

  - International Wrestling Cartel
    - IWC Tag Team Championship (10)[13]

  - Jim Crockett Promotions
    - NWA World Tag Team Championship (Mid-Atlantic version) (1)

  - Mid-South Wrestling
    - Mid-South Tag Team Championship (2)

  - NWA Bluegrass
    - NWA Bluegrass Tag Team Championship (10)

  - NWA Rocky Top
    - NWA Rocky Top Tag Team Championship (19)

  - Pro Wrestling Illustrated
    - 21° nella lista dei migliori 100 tag team durante i "PWI Years" del 2003

  - World Class Championship Wrestling
    - NWA American Tag Team Championship (1)

  - Wrestling Observer Newsletter
    - Tag Team of the Year (1986)
- Condrey & Rose
  - American Wrestling Association
    - AWA World Tag Team Championship (1)

  - Continental Wrestling Association
    - AWA Southern Tag Team Championship (1) – con Norvell Austin

  - Southeastern Championship Wrestling
    - NWA Southeastern Tag Team Championship (10)

  - Windy City Wrestling
    - WCW Tag Team Championship (1)[1]
- Eaton & Lane
  - Jim Crockett Promotions / World Championship Wrestling
    - NWA United States Tag Team Championship (3)
    - NWA World Tag Team Championship (Mid-Atlantic version) (1)

  - Pro Wrestling Illustrated
    - PWI Tag Team of the Year (1987)
    - 32° nella lista dei migliori 100 tag team durante i "PWI Years" del 2003

  - Wrestling Observer Newsletter
    - Feud of the Year (1988) vs. The Fantastics (Bobby Fulton & Tommy Rogers)
    - Tag Team of the Year (1987, 1988)
- Eaton & Nelson
  - NWA Mid-Atlantic
    - NWA Mid-Atlantic Tag Team Championship (1)
- Gunn & Holly
  - World Wrestling Federation
    - NWA World Tag Team Championship (1)1
- Professional Wrestling Hall of Fame
  - Classe del 2019 - Tag Team